# 哀しみのコルドバ
ミュージカル・ロマン『哀しみのコルドバ』（かなしみのコルドバ）は、宝塚歌劇のミュージカル作品。柴田侑宏作。スペイン・コルドバとマドリードを舞台に、闘牛士の悲恋を描く。

## 概要
初演である1985年当時の星組は、トップ娘役が湖条れいか・南風まいの2人体制、また2番手男役山城はるかの退団直後のため日向薫・紫苑ゆうもほぼ同格に近かった。このことが初演の配役・ストーリーに反映され、主人公とヒロインのみならず、2人を取り巻く人物が多彩に描かれている。
さらに再演である1995年花組公演では、2番手男役の真矢みきがロメロ役に配役されたことにより、ロメロの重要度が増した設定に改められた。以後は2番手男役がロメロを演じることが多い。

## あらすじ
19世紀末のスペイン、マドリード。エリオ・サルバドールは花形闘牛士として、「グラン・エリオ」と讃えられ、摂政から宝剣を下賜されるに至った。また師匠ナバロの娘で、ひまわりの様に明るいアンフェリータとの婚約も整い、順風満帆の人生を歩んでいた。しかし夜会で、かつて引き裂かれた初恋の女性エバと再会する。エバは裕福な貴族の後妻となった後死別し、今は実業家ロメロの愛人として夜会を取り仕切る社交界の花だった。
再会した2人は、8年前の少年少女だったころを回想する。故郷コルドバで労働の合間に育んだ愛情と夢、しかしエバは母親の再婚により突然コルドバを去ったのだった。互いに婚約者とパトロンがいる身であり、冷静を装うが、心中には熱情が沸き起こるのだった。
エリオの親友ビセントは司法長官の令夫人メリッサと不倫を重ね、エリオの忠告を無視し、やがて不倫が露見する。エリオとロメロがそれぞれの立会人となり、決闘が行われる。ビセントは勝利するが闘牛士としての地位を失い、駆け落ちする。
ビセントを非難したエリオであったが、婚約者アンフェリータを愛しいと思いながらもエバへの愛情は募る一方だった。エリオは故郷コルドバでの闘牛試合のため、マドリードを去る。しかしエバはロメロに頼み、観戦のためと称してコルドバへ追う。エリオが下見のため訪れた闘牛場の一角で2人は密会し、激しい想いをぶつけ合う。エバはロメロとの関係を清算することを決意し、またエリオも師匠のナバロに心中を告白し、引退試合をコルドバで開く許しを得る。婚約を破棄されたアンフェリータは傷つくが、彼女にロメロの甥フェリーペが深く穏やかな愛をそっと告げる。しかし「グラン・エリオ」に憧れた後輩闘牛士たちにも、エリオの婚約破棄と引退の衝撃は、動揺となって広がる。
ロメロはエリオに決闘を申し込み、エリオはエバを郷里の教会に待たせる。エリオとロメロが互いにピストルを向けようとする瞬間、決闘の場にエリオとエバの母が現れ、恐ろしい真実を告げる。二人は異母兄妹だったのである。決闘は中止になるが、エリオはエバに真実を告げず「もう片時も離れない」と誓い、幸福な将来を語って聞かせる。しかしその胸中は絶望でいっぱいだった。
エリオの引退試合の直前、闘牛士たちの礼拝の場に、引退を聞きつけたビセントが訪れ、メリッサと2人で慎ましく暮らす近況を報告する。エリオはあくまでも快活に振る舞う。しかし、舞うように牛と向かい合うその刹那、エリオはマントを投げ捨て、猛牛の角に貫かれ息絶える。

## 主な登場人物
- エリオ・サルバドール　－　花形闘牛士。
- エバ・シルベストル　－　エリオの初恋の人で、ロメロの愛人。
- アンフェリータ・ナバロ　－　エリオの恩師の娘で、彼の婚約者。
- ビセント・ロペス　－　エリオの親友。
- フェリーペ・マルティン　－　ロメロの甥。
- リカルド・ロメロ　－　実業家でエバのパトロン。

## 主な楽曲
- 哀しみのコルドバ
- エル・アモール
- エル・コルドベス
- コルドバの光と影

（作詞：柴田侑宏 作曲：寺田瀧雄）
- 男と女
- ひまわりの歌
- ルミエール
- 愛は
- マドリードの祭(時の名残)

（作詞：柴田侑宏 作曲：高橋 城）
ほか
備考 
- 峰さを理「愛の旅立ち」(CD/ASIN:B08Z2RLJGL)

コルドバの光と影(ライブver.)収録。各サイトダウンロード販売もある。
関連曲
- アストゥリアス（伝説）アストゥリアス/アルベニス スペインの歌 前奏曲 作品232-1 作曲：Isaac Albeniz
- Cantos de Espana, Op. 232: no 1
- Preludio Asturias, Op. 47 no 5
- スペイン組曲 作品47 第5曲：アストゥリアス
- Suite espanola, Op. 47 ： V. Asturias

## 上演データ
初演・星組 1985年
1985年2月15日から3月26日（新人公演：3月5日）に宝塚大劇場。同年6月4日から6月30日（新人公演：6月18日）に東京宝塚劇場にて上演された。
形式名は「ミュージカル・ロマン」。15場。
併演作はファンタスティック・ショー『ルミエール』
花組 1995年
1995年1月1日より宝塚大劇場で上演。しかし1月17日阪神・淡路大震災での劇場被災により公演中止となる。同年3月18日、劇場飛天（現・梅田芸術劇場）で公演が再開され（この件の詳細は安寿ミラのページを参照）、3月27日まで上演。4月3日から4月29日（新人公演：4月11日）に東京宝塚劇場にて上演された。
形式名は「ミュージカル・ロマン」。18場。
併演作はファンタスティック・ショー『メガ・ヴィジョン』。
安寿ミラ・森奈みはるのサヨナラ公演であった。
花組 2009年
2009年5月2日から31日まで、全国ツアーで再演された。1995年版のトップスターであったANJUが振付に参加。
形式名は「ミュージカル・ロマン」。
併演作はグラン・ファンタジー『Red Hot SeaⅡ』
| 公演日              | 公演場所                                        |
| 5月2日・3日         | 市川市文化会館（千葉県）                        |
| 5月4日              | よこすか芸術劇場（神奈川県）                    |
| 5月6日              | 武蔵野市民文化会館（東京都）                    |
| 5月7日              | 川口総合文化センター（埼玉県）                  |
| 5月9日・10日        | 梅田芸術劇場・メインホール                      |
| 5月12日             | 出雲市民会館（島根県）                          |
| 5月14日             | 九州厚生年金会館（福岡県北九州市）              |
| 5月16日・17日       | ALSOKホール（旧・広島郵便貯金ホール）（広島県） |
| 5月19日             | 須崎市立市民文化会館（高知県）                  |
| 5月20日             | 高知県民文化ホール                              |
| 5月22日・23日・24日 | 福岡市民会館                                    |
| 5月26日             | 日進市民会館（愛知県）                          |
| 5月27日             | 長良川国際会議場（岐阜県）                      |
| 5月28日             | 守山市民ホール（滋賀県）                        |
| 5月30日・31日       | グリーンホール相模大野（神奈川県）              |
| ------------------- | ----------------------------------------------- |

雪組 2015年
2015年11月21日から12月13日まで、全国ツアーで再演された。2009年同様、1995年版のトップスターであったANJUが振付に参加。
形式名は「ミュージカル・ロマン」。
併演作はバイレ・ロマンティコ『La Esmeralda（ラ エスメラルダ）』
| 公演日       | 公演場所                                                          |
| 11月21日(土) | 梅田芸術劇場メインホール（大阪府）                                |
| 11月22日(日) | 梅田芸術劇場メインホール（大阪府）                                |
| 11月23日(月) | 梅田芸術劇場メインホール（大阪府）                                |
| 11月26日(木) | 松山市民会館（愛媛県）                                            |
| 11月28日(土) | 福岡市民会館（福岡県）                                            |
| 11月29日(日) | 福岡市民会館（福岡県）                                            |
| 12月1日(火)  | 宮崎市民文化ホール（宮崎県）                                      |
| 12月2日(水)  | 延岡総合文化センター（宮崎県）                                    |
| 12月3日(木)  | iichikoグランシアター（大分県）                                   |
| 12月5日(土)  | 上野学園ホール（広島県） （広島県立文化芸術ホール）               |
| 12月6日(日)  | 周南市文化会館（山口県）                                          |
| 12月8日(火)  | 日進市民会館（愛知県）                                            |
| 12月9日(水)  | 豊田市民文化会館（愛知県）                                        |
| 12月11日(金) | 川口総合文化センター（埼玉県）                                    |
| 12月12日(土) | 相模女子大学グリーンホール（神奈川県） （グリーンホール相模大野） |
| 12月13日(日) | 相模女子大学グリーンホール（神奈川県） （グリーンホール相模大野） |
| ------------ | ----------------------------------------------------------------- |

花組 2021年
2021年8月25日から9月14日まで、全国ツアーで再演される。
形式名は「ミュージカル・ロマン」。
併演作はパッショネイト・ファンタジー『Cool Beast!!』
| 公演日      | 公演場所                                                                  |
| 8月25日(水) | 梅田芸術劇場メインホール（大阪府）                                        |
| 8月26日(木) | 梅田芸術劇場メインホール（大阪府）                                        |
| 8月27日(金) | 梅田芸術劇場メインホール（大阪府）                                        |
| 8月28日(土) | 梅田芸術劇場メインホール（大阪府）                                        |
| 9月1日(水)  | 東海市芸術劇場（愛知県）                                                  |
| 9月2日(木)  | 日本特殊陶業市民会館フォレストホール ［名古屋市民会館大ホール］（愛知県） |
| 9月3日(金)  | 日本特殊陶業市民会館フォレストホール ［名古屋市民会館大ホール］（愛知県） |
| 9月4日(土)  | 日本特殊陶業市民会館フォレストホール ［名古屋市民会館大ホール］（愛知県） |
| 9月5日(日)  | 日本特殊陶業市民会館フォレストホール ［名古屋市民会館大ホール］（愛知県） |
| 9月7日(火)  | 金沢歌劇座（石川県）                                                      |
| 9月8日(水)  | オーバード・ホール（富山県）                                              |
| 9月10日(金) | オーバード・ホール（富山県）                                              |
| 9月11日(土) | 神奈川県民ホール                                                          |
| 9月12日(日) | 神奈川県民ホール                                                          |
| 9月13日(月) | 神奈川県民ホール                                                          |
| 9月14日(火) | 神奈川県民ホール                                                          |
| ----------- | ------------------------------------------------------------------------- |

## スタッフ

### 1985年
※氏名の後ろに「宝塚」、「東京」の文字がなければ両劇場共通。
- 作・演出：柴田侑宏[1]
- 作曲・編曲：寺田瀧雄[1]、高橋城[1]
- 音楽指揮：野村陽児（宝塚）[1]、伊沢一郎（東京）[3]
- 振付：司このみ[1]
- スパニッシュ振付助手：蘭このみ[1]
- 装置：大橋泰弘[1]
- 衣装：任田幾英[1]
- 照明：今井直次[1]
- 音響監督：松永浩志[1]
- 小道具：榎本満春[1]
- 効果：扇野信夫[1]
- 考証：河上五郎[1]
- 演出助手：正塚晴彦[1]、小池修一郎[1]
- 舞台進行：馬場弘和[1]
- 制作：久国高[1]
- 製作担当：横山美次（東京）[3]

### 1995年
※氏名の後ろに「宝塚」、「飛天」、「東京」の文字がなければ両劇場共通。
- 作・演出：柴田侑宏[6]
- 作曲・編曲：寺田瀧雄[6]、吉田優子、高橋城[6]
- 音楽指揮：佐々田愛一郎（宝塚[6]・飛天）、伊沢一郎（東京）[8]
- 振付：喜多弘[6]、尚すみれ[6]
- 装置：大橋泰弘[6]
- 衣装：任田幾英[6]
- 照明：今井直次[6]
- 音響：加門清邦[6]
- 小道具：伊集院撤也[6]
- 効果：扇野信夫[6]
- 演奏：東宝オーケストラ（東京）[8]
- 演出助手：中村一徳[6]、藤井大介[6]
- 装置補：新宮有紀[6]
- 衣装補：田口美香[6]
- 舞台進行：西原徳充[6]
- 舞台監督：佐田民夫（東京）[8]、阿部雅一（東京）[8]、齋藤昭彦（東京）[8]、藤村信一（東京）[8]
- 制作：久保孝満[6]
- 製作担当：伊藤万寿夫（東京）[8]
- 演出担当（新人公演）：中村一徳[6]

## 主な配役
|                   | 1985年星組                   | 1995年花組                | 2009年花組 | 2015年雪組 | 2021年花組 |
| 宝・東            | 宝・飛天・東                 | 全国                      | 全国       | 全国       |            |
| ----------------- | ---------------------------- | ------------------------- | ---------- | ---------- | ---------- |
| エリオ            | 峰さを理 （三城礼）          | 安寿ミラ （初風緑）       | 真飛聖     | 早霧せいな | 柚香光     |
| エバ              | 湖条れいか （毬藻えり）      | 森奈みはる （千紘れいか） | 桜乃彩音   | 咲妃みゆ   | 星風まどか |
| アンフェリータ    | 南風まい （洲悠花）          | 純名里沙 （南しずか）     | 桜一花     | 星乃あんり | 音くり寿   |
| ビセント          | 日向薫 （燁明）              | 愛華みれ （春野寿美礼）   | 愛音羽麗   | 彩風咲奈   | 聖乃あすか |
| フェリーペ        | 紫苑ゆう （大輝ゆう）        | 紫吹淳 （天乃悠華）       | 真野すがた | 永久輝せあ | 優波慧     |
| ロメロ            | 新城まゆみ （千珠晄）        | 真矢みき （伊織直加）     | 大空祐飛   | 望海風斗   | 永久輝せあ |
| メリッサ          | 紫城いずみ （花愛望都）      | 詩乃優花 （渚あき）       | 華耀きらり | 大湖せしる | 春妃うらら |
| アントン・ナバロ  | 洋ゆり （鞠村奈緒）          | 海峡ひろき （?）          | 夏美よう   | 蓮城まこと | 和海しょう |
| セバスチャン伯爵  | 萬あきら （?）               | 未沙のえる （?）          | 眉月凰     | 鳳翔大     | 一之瀬航季 |
| マリア            | 睦千賀 （?）                 | 藤京子 （?）              | 京三紗     | 梨花ますみ | 高翔みず希 |
| パウラ            | 藤京子 （?）                 | 町風佳奈 （?）            | 絵莉千晶   | 千風カレン | 鞠花ゆめ   |
| リサ              | 矢代鴻 （?）                 | 美月亜優 （?）            | 聖花まい   | 沙月愛奈   | 華雅りりか |
| ソニア            | 葦川牧 （?）                 | 渚あき （?）              | 白華れみ   | 星南のぞみ | 美羽愛     |
| マルーカ          | 葉山三千子 （?）             | ? （?）                   | 華月由舞   | 早花まこ   | 美穂圭子   |
| ロベルト          | 宝塚：? 東京：泉つかさ （?） | ? （?）                   | 天真みちる | 橘幸       | -          |
| アルバロ          | ? （?）                      | ? （?）                   | 未涼亜希   | 彩凪翔     | 高峰潤     |
| 演出 （スタッフ） | 柴田侑宏                     | 柴田侑宏                  | 中村暁     | 中村暁     | 樫畑亜依子 |

## 関連
- アストゥリアス（伝説）
- 哀しみのコルドバ/ルミエール(85年星組)(LP/1083〜84)
- 哀しみのコルドバ(95年花組 劇場飛天)(CD/TMPC-247A）